# Tamaria pusilla
Tamaria pusilla is een zeester uit de familie Ophidiasteridae.
De wetenschappelijke naam van de soort werd in 1844 gepubliceerd door Johannes Peter Müller & Franz Hermann Troschel.